# マルチェフスカヤ駅 (ウラジオストク)
マルチェフスカヤ駅（マルチェフスカヤえき、ロシア語: Станция  Мальцевская）は、ロシア連邦沿海地方ウラジオストクピェルヴォマイスキー・ライオン地区にあるロシア鉄道極東鉄道支社シベリア鉄道ムィス・チェルキン支線の駅である。

## 歴史
- 1967年 - 電化。

## 駅構造
単式ホーム1面1線を有する地上駅。駅舎には近距離切符売り場が設けられている。

## 旅客列車運行状況
ルゴヴァヤ・ウラジオストク・モルゴロドク方面
- ウラジオストク行き　エレクトリーチカ平日のみ1本
- モルゴロドク・ウゴリナヤ方面行き　エレクトリーチカ平日2本、休日1本

ムィス・チェルキン方面
- ムィス・チェルキン行き　エレクトリーチカ平日3本、休日2本

## 隣の駅
ロシア鉄道極東鉄道支社
ムィス・チェルキン支線
エレクトリーチカ（各駅停車）
ルゴヴァヤ駅 - マルチェフスカヤ駅 - ムィス・チェルキン駅

## 駅周辺
- カリナモール